# Charles Theodore Dotter
Charles Theodore Dotter (14 de junho de 1920 - 15 de fevereiro de 1985) foi um radiologista americano pioneiro a quem se atribui o desenvolvimento da radiologia intervencionista.  Dotter, com seu estagiário Dr. Melvin P. Judkins, primeiro descreveu a angioplastia em 1964. 
Dotter recebeu o título de bacharel em artes em 1941 pela Duke University. Ele estudou medicina em Cornell, onde conheceu sua futura esposa, Pamela Beattie, enfermeira-chefe do Hospital de Nova York. Eles se casaram em 1944. Ele completou seu estágio no Hospital Naval dos Estados Unidos, no estado de Nova York, e sua residência no Hospital de Nova York.
Dotter inventou a angioplastia e o stent administrado por cateter, que foram usados pela primeira vez para tratar doenças arteriais periféricas. Foi Dotter quem, em 1950, desenvolveu um carregador automático de filme em rolo de raios X capaz de produzir imagens a uma taxa de 2 por segundo. Em 16 de janeiro de 1964, na Universidade de Saúde e Ciência do Oregon, Dotter dilatou percutaneamente uma estenose localizada e apertada da artéria femoral superficial (AFS) em uma mulher de 82 anos com isquemia dolorosa na perna e gangrena que recusou a amputação da perna. Após a dilatação bem-sucedida da estenose com um fio-guia e cateteres coaxiais de Teflon, a circulação retornou à perna. A artéria dilatada permaneceu aberta até sua morte por pneumonia, dois anos e meio depois.  Ele também desenvolveu a biópsia hepática através da veia jugular, inicialmente em modelos animais  e em 1973 em humanos. 
Charles Dotter é comumente conhecido como o "Pai da Radiologia Intervencionista". Ele atuou como presidente do Departamento de Radiologia Diagnóstica da Faculdade de Medicina da Universidade de Ciências da Saúde do Oregon por 33 anos, de 1952 até sua morte em 1985. A universidade agora ostenta o Instituto Intervencionista Dotter em sua homenagem.